# (2466) Голсон
(2466) Голсон (лат. Golson) — типичный астероид главного пояса, который был открыт 7 сентября 1959 года Университетом Индианы в Обсерватории Гете-Линк в Бруклине.

## История
Был назван в память о Джоне К. Голсоне (1927—1984), первом сотруднике Национальной обсерватории Китт-Пик. «Джей Си» был ночным ассистентом в обсерватории Макдональда, прежде чем его нанял Аден Б. Мейнел для работы в качестве наблюдателя при обследовании территории для национальной оптической астрономической обсерватории. Первый человек, нанятый после того, как был выбран Китт-Пик, он получил награду за особые заслуги во время празднования 25-летия KPNO в феврале 1983 года.
Название было предложено Ф. К. Эдмондсоном.